# Ocean Viking (schip, 1967)
De Ocean Viking was een afzinkbaar en halfafzinkbaar boorplatform dat in 1967 werd gebouwd door Aker voor Ocean Drilling & Exploration Company (Odeco) dat daarvoor een contract had met Phillips Petroleum. Het was het Ocean Queen-ontwerp, een verbeterd rechthoekig ontwerp ten opzichte van de V-vormige Ocean Driller. Het bestond uit vier parallelle pontons waarvan de middelste twee van de halve lengte met daarop elk vijf kolommen op de buitenste pontons en vier op de middelste. Aan de zijde zonder binnenpontons waren twee outriggers geplaatst om de stabiliteit op de werkdiepgang te vergroten.
Het was het eerste boorplatform dat in Noorwegen werd gebouwd en werd in secties gebouwd. Burmeister & Wain in Kopenhagen bouwde de ene helft van de romp, terwijl de andere helft op de Rosenberg Verft in Stavanger werd gebouwd. De secties werden daarna naar Nylands Mekaniske Verksted in Oslo gesleept, waar de afbouw plaatsvond. Bij de Ocean Traveler van hetzelfde ontwerp bleek het voor de Golf van Mexico ontworpen platform niet volledig geschikt voor de Noordzee. Hierop werd de Ocean Viking aangepast, wat de nodige vertraging opleverde bij de bouw. In september 1966 werd het gedoopt door Mary Dunn, vrouw van Ward W. Dunn van Phillips.

## Cod
De eerste proefboring was op het Britse plat. Hier bleek dat het materiaal aangepast moest worden aan de zware omstandigheden. Nadat de modificaties waren doorgevoerd, werd opnieuw geboord, onder andere voor Petronord, maar opnieuw waren deze boorputten droog. Uiteindelijk ontdekte de Ocean Viking voor Phillips op het Noorse plat op 10 juni 1968 aardgas in blok 7/11 in het Cod-veld. Hoewel dit groot nieuws was in Noorwegen, bleek het veld uiteindelijk te klein om op zichzelf commercieel interessant te zijn. Een reeks andere putten bleek daarna droog te zijn. 

## Ekofisk
Hoewel management van Phillips in Europa in 1969 nog positief was, gold dit niet voor het hoofdkantoor in Bartlesville. De bedrijfsresultaten vielen tegen en daarom werd besloten niet verder te boren, maar te proberen de Ocean Viking aan een andere oliemaatschappij te vercharteren. Dit lukte niet en uiteindelijk werd daarop besloten om in blok 2/4 te boren, waarmee op 21 augustus 1969 werd begonnen. Op 7 september boorde de Ocean Viking olie aan in put 2/4-1 van wat Ekofisk genoemd zou worden. De put was echter moeilijk te beheersen en werd daarom verlaten en afgesloten.
Besloten werd om 1000 meter verderop put 2/4-2 te boren, waarmee op 18 september werd begonnen. Hier werd olie aangetroffen in een laag krijtgesteente, maar onder meer vanwege het slechte weer moest ook deze put gestopt worden. Op 27 januari 1970 werd met put 2/4-3 begonnen aan de eerste evaluatieboring en werd de enorme omvang van het olieveld duidelijk.
In blok 2/7 boorde de Ocean Viking daarna vanaf augustus 1970 Eldfisk aan dat samen met Ekofisk ontwikkeld werd. In 1972 werd Edda ontdekt, dat ook onderdeel werd van het Ekofisk-complex.